# يربوعيات
اليَرْبُوع (الجمع: يَرَابِيع) أو الجَرْبُوع (الجمع: جَرَابِيع) حيوان ثديي يشكل الجزء الأكبر من أعضاء فصيلة اليربوعيات. الجرابيع قوارض صحراوية وثّابة نظرا لامتلاكها أرجلا طويلة، وجدت في جميع أنحاء شمال أفريقيا وآسيا شرقا إلى شمال الصين ومنشوريا. فهي تفضّل العيش في الصحاري الحارة.
عند تعرضها للخطر من قبل الحيوانات المفترسة، يمكن للجرابيع الركض لمسافة 24 كيلومتر في الساعة. بعض الأنواع تكون فريسة بومة أم قويق (Athene noctua) في آسيا الوسطى. معظم أنواع الجرابيع تتمتع بحاسة سمع عالية نظرا لامتلاكها آذانا كبيرة ومهيئة تتيح لها تجنب الوقوع فريسة لهذه الطيور الليلية. دورة حياة الجربوع النموذجية تصل إلى 6 سنوات.

## تشريح الجسم
تبدو الجرابيع إلى حدِّ ما شبيهة بالكنغر لوجود العديد من أوجه التشابه كالساقين الخلفيتين الطويلتين، واليدين القصيرتين والذيل الطويل. تثب الجرابيع للتنقل من مكان إلى آخر بنفس الطريقة التي تتنقل بها الكناغر. كبقية الحيوانات الأخرى ثنائية الحركة، ثقبتها العظمى، التجويف أسفل الجمجمة، تكون مزاحة نحو الأمام، مما يعزز حركة الساقين. ذيل الجربوع يمكن أن يكون أطول من رأسه وجسمه معا، ومن الشائع أن نرى كتلة من الشعر في نهاية الذيل. ذيل الجربوع يكون مفيدا لتحقيق التوازن عند وثوب الحيوان، وعند جلوسه منتصبا. لون فرو الجربوع عادة ما يكون بِلون الرمال، مما يمنحه ميزة مهمة للتخفي. بعض الأنواع لها آذان طويلة كالأرانب والبعض الآخر آذانها قصيرة كالفئران.

## السلوك
اليرابيع حيوانات ليلية. تحتمي اليرابيع من حرارة النهار في جحورها، وتخرج ليلا بعد انخفاض درجة الحرارة، تحفر اليرابيع جحورها بالقرب من النباتات، لكن في موسم الأمطار تحفر جحورها فوق التلال والهضاب لتجنب خطر الفيضانات. صيفا تبني اليرابيع سدادات لمداخل جحورها، لمنع دخول الهواء الحار والحيوانات المفترسة، كما يتكهن الباحثون. في معظم الحالات يكون للجحر مخرج طوارئ يؤدي إلى السطح مباشرة، وهذا يسمح لليربوع الهروب بسرعة من الحيوانات المفترسة. لليرابيع عادة 4 أنواع من الجحر، جحر مؤقت نهاري صيفي يستخدم للتغطية أثناء الصيد في ضوء النهار، وجحر مؤقت ثاني يستخدم للصيد ليلا، وجحرين آخرين دائمين أحدهما صيفي والآخر شتوي. تستخدم اليرابيع الجحر الصيفي بنشاط دائم طوال فصل الصيف وتربّي صغارها فيه. فيما تستخدم الجحر الشتوي للسبات في فصل الشتاء. الجحور المؤقتة تكون أقصر من الجحور الدائمة. من المعروف أن اليرابيع حيوانات منفردة لا تعيش في مجاميع، فهي تبني جحورها الخاصة وتبحث عن طعامها بنفسها. ومع ذلك، ففي بعض الأحيان تبني اليرابيع مستعمرات حرة التي توفر دفئا إضافيا عندما يكون البرد في الخارج قارسا.

## التغذية
من المعروف أن اليرابيع تتغذى على النباتات، وبعض الأنواع تأكل الخنافس والحشرات الأخرى التي تتواجد بالقرب من بيئتها، لكنها لا تأكل بذور النباتات القاسية. على عكس العضلان فاليرابيع لا تقوم بتخزين غذائها.

## التواصل والإدراك
في العديد من الأنواع تشارك اليرابيع في الحمام الترابي الذي يعد وسيلة للاتصالات الكيميائية بين الحيوانات. كما تستخدم اليرابيع الأصوات والاهتزازات للتواصل فيما بينها.

## التزاوج والتناسل
تشير الأبحاث أن اليرابيع قد تكون متعددة الزيجات. بالنسبة لبعض الأنواع يكون التزاوج لوقت قصير بعد الاستيقاظ من سبات الشتاء. تلد الأنثى مرتين خلال فصل الصيف وفي كل مرة تنجب من 2 - 6 جراء. فترة الحمل 25 - 35 يوما. لا يعرف الكثير عن الحالة الأبوية لدى اليرابيع، لكنها كمعظم الثدييات الأخرى تستمر في رعاية صغارها حتى الفطام.

## التصنيف
- رتبة القوارض
- فصيلة اليربوعيات

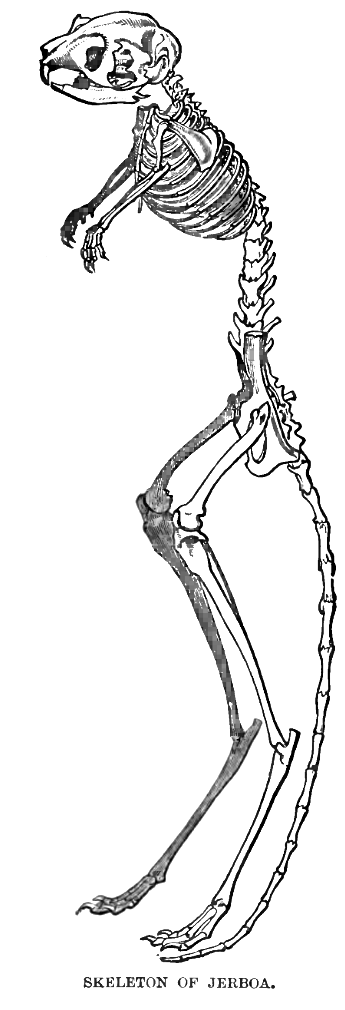
الهيكل العظمي لليربوع

  - أسرة فأريات أبازة (الفئر الوثاب)، 4 أنواع في 3 أجناس
  - أسرة فأر القضبان (فأر البتولا)
  - أسرة Cardiocraniinae
    - يربوع قزم خماسي الأصابع
      - يربوع قزم خماسي الأصابع، Cardiocranius paradoxus

    - Salpingotus
      - يربوع قزم سميك الذيل، Salpingotus crassicauda
      - يربوع هيبتنر القزم، Salpingotus heptneri
      - يربوع كوزلوف القزم، Salpingotus kozlovi
      - يربوع بلوشستان القزم، Salpingotus michaelis
      - يربوع قزم شاحب اللون، Salpingotus pallidus
      - يربوع توماس القزم، Salpingotus thomasi

  - أسرة Dipodinae
    - يربوع شمالي ثلاثي الأصابع
      - يربوع شمالي ثلاثي الأصابع، Dipus sagitta

    - يربوع ليختنشتاين
      - يربوع ليختنشتاين، Eremodipus lichensteini

    - Jaculus
      - يربوع بلانفورد، Jaculus blanfordi
      - يربوع مصري صغير، Jaculus jaculus
      - يربوع مصري كبير، Jaculus orientalis

    - ذو الساقين الإبرية
      - يربوع أندروز ثلاثي الأصابع، Stylodipus andrewsi
      - يربوع منغولي ثلاثي الأصابع، Stylodipus sungorus
      - يربوع سميك الذيل ثلاثي الأصابع، Stylodipus telum

  - Subfamily يربوع طويل الأذنين
    - يربوع طويل الأذنين
      - يربوع طويل الأذنين، Euchoreutes naso

  - أسرة Allactaginae
    - Allactaga
      - يربوع باليكون، Allactaga balikunica
      - يربوع غوبي، Allactaga bullata
      - يربوع صغير خماسي الأصابع، Allactaga elater
      - يربوع فراتي، Allactaga euphratica
      - يربوع إيراني، Allactaga firouzi
      - يربوع هوتسن، Allactaga hotsoni
      - يربوع كبير، Allactaga major
      - يربوع سيفرتزوف، Allactaga severtzovi
      - يربوع منغولي خماسي الأصابع، Allactaga sibirica
      - يربوع رباعي الأصابع، Allactaga tetradactyla
      - يربوع فينوغرادوف، Allactaga vinogradovi
      - يربوع بوبرنسكي، Allactodipus bobrinskii

    - يربوع سميك الذيل
      - يربوع صغير سميك الذيل، Pygeretmus platyurus
      - يربوع قزم سميك الذيل، Pygeretmus pumilio
      - يربوع كبير سميك الذيل، Pygeretmus shitkovi

  - أسرة Paradipodinae
    - يربوع الأصابع المشطية
      - يربوع الأصابع المشطية، Paradipus ctenodactylus

## وصلات خارجية
- Long Eared Jerboa caught on film BBC - retrieved 10 December 2007